# Liz Solari
María Isabel Solari Poggio (sinh 18 tháng 6 năm 1983), được gọi là Liz Solari, là một  nữ diễn viên người Argentina. Cô đã bắt đầu sự nghiệp của mình như một người mẫu, trước khi trở nên nổi tiếng trong điện ảnh trong và ngoài nước.  Cô là một Đại sứ Unicef ở Argentina.

## Tiểu sử
Solari sinh ngày 18 tháng 6 năm 1983 tại Barranquilla, Colombia, nơi cha cô, (Eduardo Solari), là huấn luyện viên bóng đá chỉ đạo Junior de Barranquilla.  Gia đình cô trở về Argentina khi cô 3 tuổi.  Chú cô Jorge và hai anh em Esteban, và David là cầu thủ bóng đá chuyên nghiệp, trong khi Santiago, anh trai thứ ba của cô, là người quản lý của Real Madrid FC sau sự ra đi của Julen Lopetegui..

Năm 2001, cô đã giành chiến thắng trong một cuộc thi quốc tế của công ty Người mẫu Dotto, thuộc sở hữu của Pancho Dotto, nơi cô đã khởi đầu hiệu quả sự nghiệp người mẫu của mình.  Cô có mặt trong các quảng cáo thương hiệu uy tín trong nước và quốc tế, và cô khẳng định tư cách là một người mẫu hàng đầu ở Nam Mỹ.  Cô sống ở Hoa Kỳ và sau đó ở Châu Âu trong hai năm, nơi cô làm việc cho các nhà thiết kế như Roberto Cavalli và Jean-Paul Gaultier.  Cô là gương mặt đại diện của các thương hiệu như Zara, Ripley, Almacenes Paris, Taft, Carpisa, Scunci và các thương hiệu quốc tế khác như Pantene, Veet, Sedal.

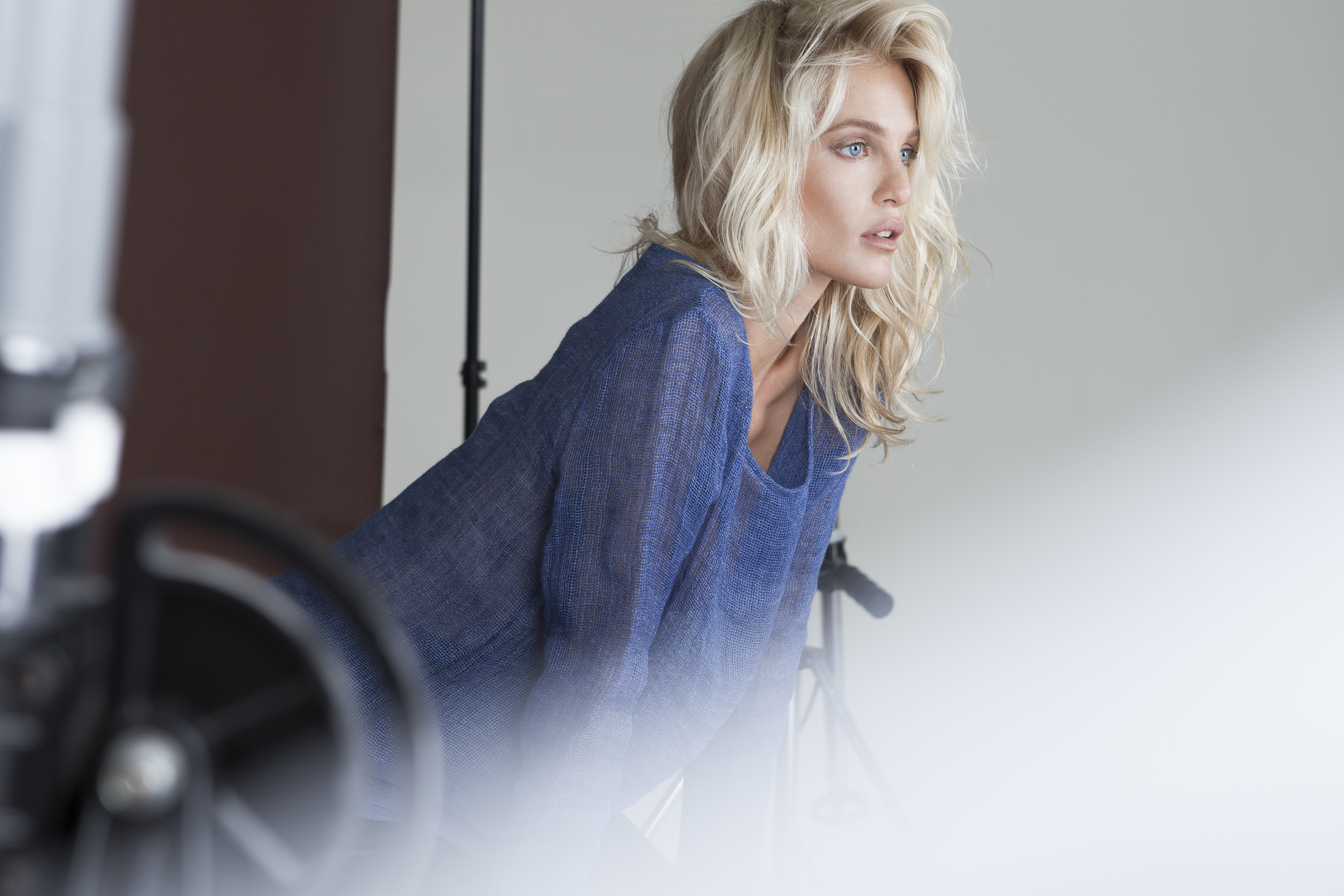
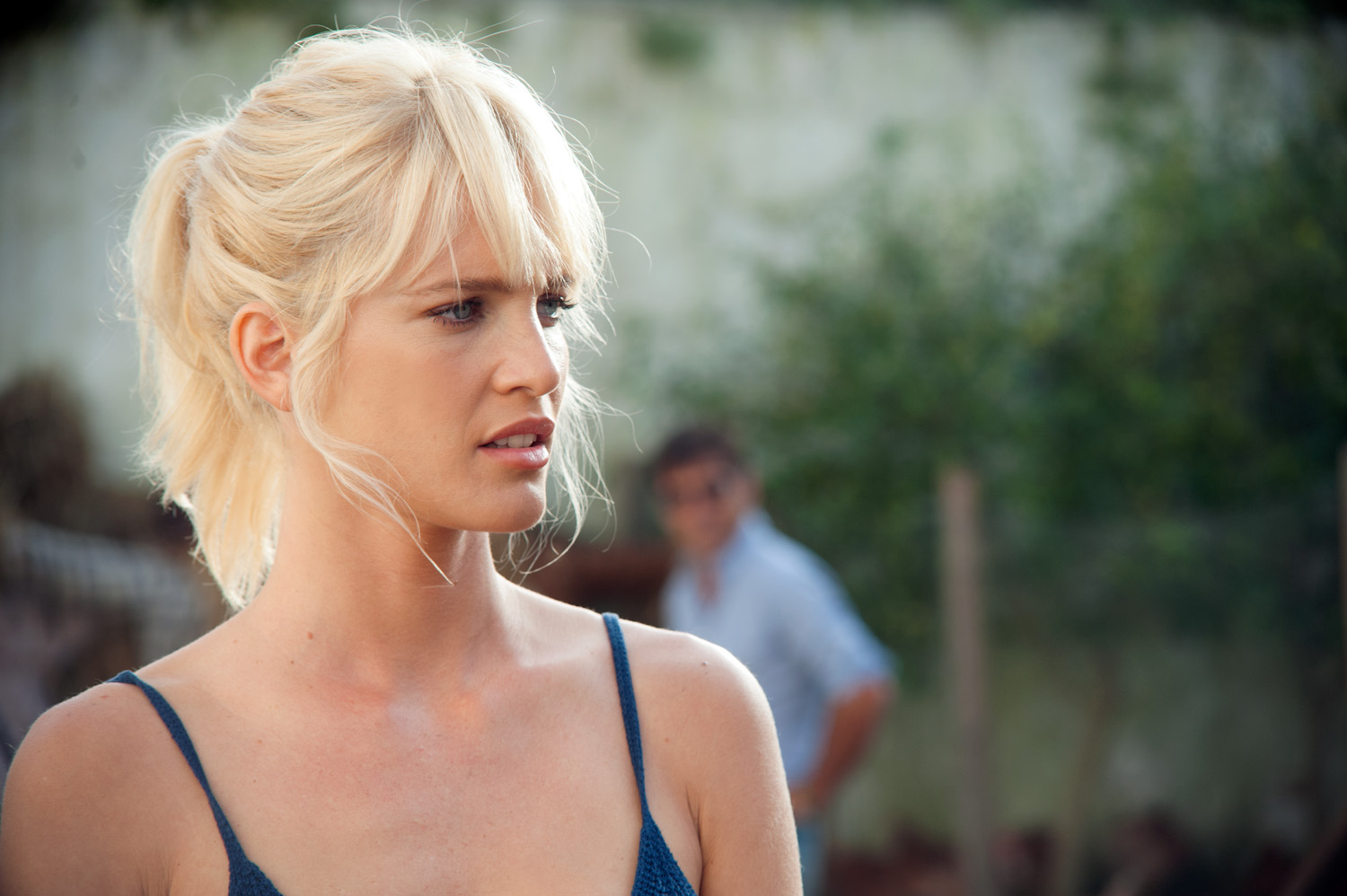
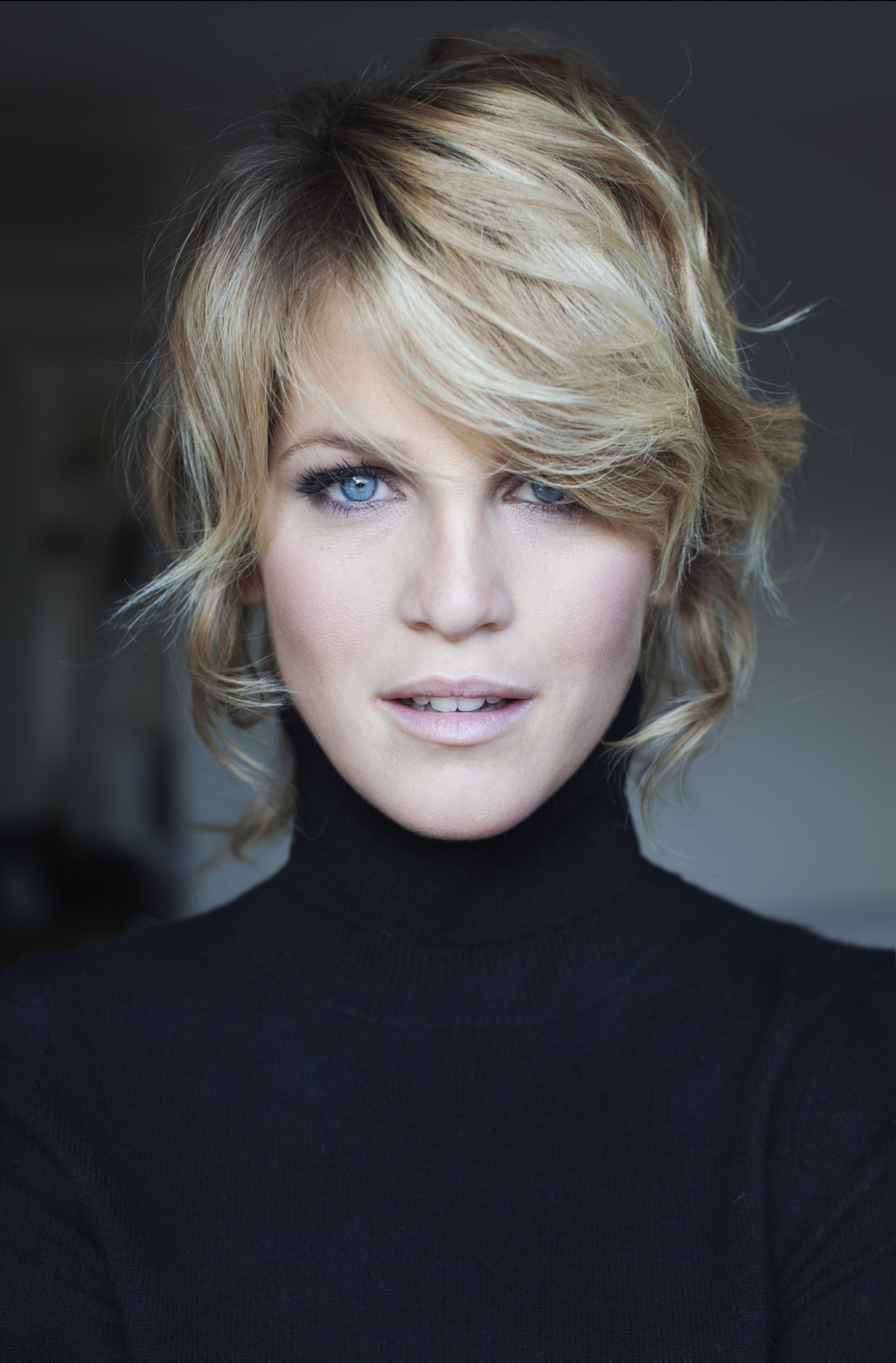
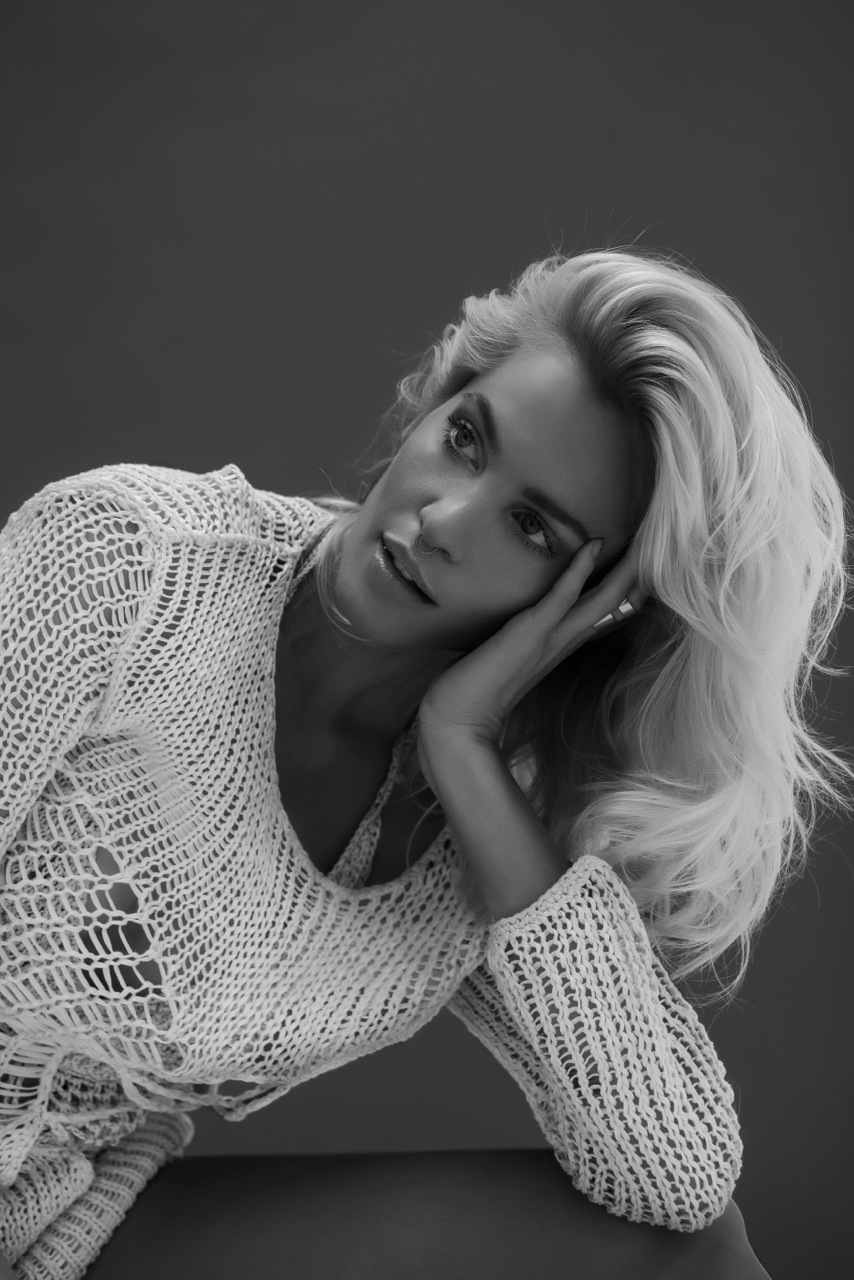

 Năm 2008, Liz bắt đầu sự nghiệp với tư cách là một nữ diễn viên.  Cô đã làm việc trong bộ phim El Desafio, phiên bản Argentina của High School Music, và sau đó cô đóng vai chính trong vở kịch "Barbie Live", và thành công nổi bật ở Argentina, Uruguay, Peru và Brazil.  Trong bộ phim hài này, cô diễn, hát và nhảy.  Năm 2009, cô tham gia bộ phim truyền hình Champs 12 tại América TV.  Serie được phát sóng ở Argentina, Tây Ban Nha, Ý, Thổ Nhĩ Kỳ và Israel.  Vào tháng 5 năm 2010, cô chuyển đến London, Anh, nơi cô học thạc sĩ diễn xuất tại Trường diễn thuyết và kịch nói trung ương.  Khi hoàn thành khóa học, cô tham gia các lớp học nâng cao tại Lamda. 